# Округ Лоренс (Арканзас)
Округ Лоренс (енгл. Lawrence County) је округ у америчкој савезној држави Арканзас. По попису из 2010. године број становника је 17.415. Седиште округа је град Walnut Ridge.

## Демографија
Према попису становништва из 2010. у округу је живело 17.415 становника, што је 359 (2,0%) становника мање него 2000. године.
| Група             | 2000.          | 2010.          |
| Белци             | 17.305 (97,4%) | 16.848 (96,7%) |
| Афроамериканци    | 79 (0,4%)      | 137 (0,8%)     |
| Азијати           | 9 (0,1%)       | 22 (0,1%)      |
| Хиспаноамериканци | 121 (0,7%)     | 158 (0,9%)     |
| Укупно            | 17.774         | 17.415         |